# カルパシン
カルパシン(Carpacin)は、天然有機化合物の1つである。ブーゲンビル島に自生するニッケイ属未同定種の「カルパノツリー」から初めて単離され、命名の由来にもなった。クロウエア属の精油中にも見られる。
カルパシンは、より複雑なリグニン二量体であるカルパノンの生合成前駆体である。フェニルプロパノイドに分類される。
カルパシンは、セサモールから合成され、殺虫剤や発癌阻害剤としての利用が研究されている。